# Postulator

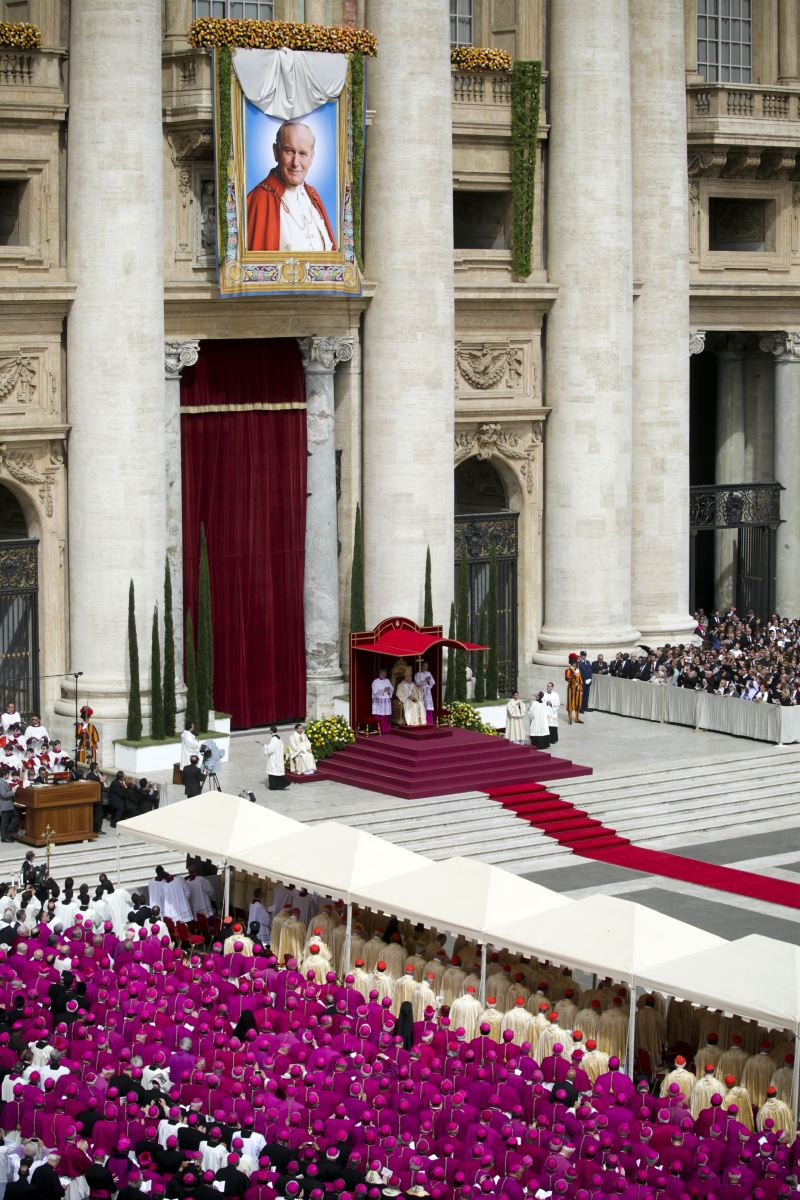
Sint Pietersplein te Rome bij de zaligverklaring van Johannes Paulus II op 1 mei 2011

Een postulator (Latijn voor: eiser) is een functionaris binnen de Rooms-Katholieke Kerk die optreedt als aanvrager en officiële begeleider van een proces tot zalig- of heiligverklaring van een persoon, onder meer door de bewijsvoering te verzorgen van wonderen die op voorspraak van deze persoon (zouden) zijn gebeurd. 
De kwalificaties, rol en functies van de postulator zijn beschreven in de zogenaamde normas, laatst vastgesteld door paus Johannes Paulus II op 7 februari 1983.
Een postulator initieert een zaak of causa door een verzoekschrift voor te leggen aan de bisschop van het bisdom waar de kandidaat voor de zaligverklaring is overleden. De postulator verzamelt daartoe biografische informatie, geschriften van de persoon en schriftelijke en mondelinge getuigenissen van actuele getuigen. De taak van de postulator is onderzoek te doen naar de reputatie, de deugdzaamheid en/of het martelaarschap van de persoon en het belang ervan voor de kerk. In het geval van een mogelijk wonder zal de postulator het incident onderzoeken, nadere medische adviezen inwinnen en relevante getuigen ondervragen, onder strikte vertrouwelijkheid. Een postulator mag nooit zelf getuigen. 
De postulator rapporteert zijn onderzoeksresultaten aan de bisschop. Deze kan het geheel openbaar maken, de mogelijkheid tot aanvullingen openstellen en uiteindelijk de zaak doorsturen naar de Congregatie voor de Heilig- en Zaligsprekingsprocessen te Rome. Dit orgaan kan op haar beurt advies uitbrengen aan de paus. Vanaf dat moment is het noodzakelijk dat de postulator in Rome verblijft om de zaak te bepleiten (generale postulator), waarbij op lokaal niveau een vice-postulator wordt aangewezen (postulator causae). 
De grote religieuze ordes, zoals de franciscanen, dominicanen en jezuïeten, benoemen vaak leden van hun ordes als postulator, zeker wanneer de kandidaat een ordegenoot betreft. De meeste orden hebben een zetel in Rome, wat de zaak vergemakkelijkt. Wanneer de kandidaat voor de heiligverklaring actief is geweest in meerdere landen, dan wel gestorven is in een ander land dan zijn of haar geboorteland, dan kunnen er meerdere vice-postulatoren tegelijkertijd actief zijn. Een voorbeeld hiervan betreft de zalig verklaarde Petrus Donders, waarvoor thans postulatoren actief zijn in de bisdommen van Paramaribo en Den Bosch. 
Elke postulator, tot slot, beheert de financiële middelen van het onderzoekproces en de noodzakelijke procedures.  